# Eucampyla
Eucampyla is een geslacht van vlinders van de familie snuitmotten (Pyralidae), uit de onderfamilie Phycitinae.

## Soorten
- E. acmaeoptera Ragonot, 1888
- E. assitum Heinrich, 1956
- E. ditaeniatella Ragonot, 1888
- E. estriatella Yamanaka, 1986
- E. etheiella Meyrick, 1882
- E. inexplorata Meyrick, 1929
- E. magellanella Ragonot, 1888
- E. nimbosella Ragonot, 1888
- E. oconequensis Dyar, 1919
- E. parvati Roesler & Kuppers, 1981
- E. peregrinum Heinrich, 1956
- E. putidella Schaus, 1913
- E. vepallidum Heinrich, 1956